# Чрезвычайно английский скандал (мини-сериал)
«Чрезвычайно английский скандал» (англ. A Very English Scandal) — британский комедийно-драматический мини-сериал, основанный на одноимённой книге Джона Престона, с Хью Грантом и Беном Уишоу в главных ролях. Трёхсерийное шоу является драматизацией скандала вокруг политика Джереми Торпа, имевшего место в 1976–1979 годах, а также предшествующим ему 15 лет.
Премьера шоу состоялась 20 мая 2018 года на канале BBC One и 29 июня 2018 года на сервисе Amazon Video. Оно получило положительные отзывы критиков, которые отметили игру актёров, режиссуру и сценарий, а также выдвигалось на получение ряда наград. Бен Уишоу за свою роль выиграл премии «Эмми», «Золотой глобус», «Выбор телевизионных критиков» и BAFTA.

## Сюжет
Драматизация политического скандала с участием лидера Либеральной партии Великобритании, политика Джереми Торпа, вместе с высокопоставленными сообщниками обвинённого в сговоре с целью убийства его бывшего возлюбленного, конюха Нормана Скотта. Несмотря на то, что жюри присяжных вынесло Торпу оправдательный приговор, скандал положил конец его политической карьере.

## В ролях
- Хью Грант — Джереми Торп
- Бен Уишоу — Норман Джоссиф / Норман Скотт
- Моника Долан — Марион Торп
- Элис Орр-Юинг — Кэролайн Оллпасс
- Алекс Дженнингс — Питер Бесселл
- Джонатан Хайд — Дэвид Нэпли
- Ив Майлс — Гвен Парри-Джонс
- Дэвид Бамбер — Артур Гор, восьмой граф Арран
- Джейсон Уоткинс — Эмлин Хусон
- Наоми Баттрик — Диана Стейнтон
- Блейк Харрисон — Эндрю Ньютон
- Мишель Фокс — Лин
- Эдриан Скарборо — Джордж Карман
- Патриция Ходж — Урсула Торп
- Мишель Дотрис — Эдна Фрэндшип
- Майкл Калкин — Реджинальд Модлинг
- Сьюзан Вулдридж — Фиона Гор, графиня Арран
- Энтони О’Доннелл — Лео Абс

## Производство
Написанный Расселлом Ти Дейвисом и срежиссированный Стивеном Фрирзом, с Хью Грантом в роли Торпа и Беном Уишоу в роли Скотта, сериал был впервые объявлен 4 мая 2017 года.

## Релиз
Премьера шоу состоялась 20 мая 2018 года на канале BBC One и 29 июня 2018 года на сервисе Amazon Video. DVD-издание было выпущено 2 июля 2018 года.

## Критика
Мини-сериал был встречен с положительными отзывами от критиков. На агрегаторе рецензий Rotten Tomatoes шоу имеет рейтинг одобрения 97%, основанный на 69 рецензиях. В консенсусном мнении критиков на сайте отмечается, что «Хью Грант и Бен Уишоу впечатляют в „Чрезвычайно английском скандале“ — равноценно поглощающем и ужасающем взгляде на политику и общество Великобритании». На Metacritic шоу получило 84 из 100 возможных баллов на основе 17 рецензий, что соответствует статусу «всеобщее признание».

## Награды и номинации
| Год  | Ассоциация                                    | Категория                                                                 | Номинант(-ы)                     | Результат |
| ---- | --------------------------------------------- | ------------------------------------------------------------------------- | -------------------------------- | --------- |
| 2019 | Премия «Золотой глобус»                       | Лучший мини-сериал или телефильм                                          | «Чрезвычайно английский скандал» | Номинация |
| 2019 | Премия «Золотой глобус»                       | Лучшая мужская роль в мини-сериале или телефильме                         | Хью Грант                        | Номинация |
| 2019 | Премия «Золотой глобус»                       | Лучшая мужская роль второго плана — мини-сериал, телесериал или телефильм | Бен Уишоу                        | Победа    |
| 2019 | Премия «Выбор телевизионных критиков»         | Лучший фильм или мини-сериал                                              | «Чрезвычайно английский скандал» | Номинация |
| 2019 | Премия «Выбор телевизионных критиков»         | Лучшая мужская роль в фильме или мини-сериале                             | Хью Грант                        | Номинация |
| 2019 | Премия «Выбор телевизионных критиков»         | Лучшая мужская роль второго плана в фильме или мини-сериале               | Бен Уишоу                        | Победа    |
| 2019 | Премия Гильдии киноактёров США                | Лучшая мужская роль в телефильме или мини-сериале                         | Хью Грант                        | Номинация |
| 2019 | Премия «Спутник»                              | Лучший мини-сериал                                                        | «Чрезвычайно английский скандал» | Номинация |
| 2019 | Премия «Спутник»                              | Лучший актёр в мини-сериале или телефильме                                | Хью Грант                        | Номинация |
| 2019 | Премия «Спутник»                              | Лучший актёр второго плана в телесериале, мини-сериале или телефильме     | Бен Уишоу                        | Номинация |
| 2019 | Премия BAFTA в области телевидения            | Лучший мини-сериал                                                        | «Чрезвычайно английский скандал» | Номинация |
| 2019 | Премия BAFTA в области телевидения            | Лучшая мужская роль                                                       | Хью Грант                        | Номинация |
| 2019 | Премия BAFTA в области телевидения            | Лучшая мужская роль второго плана                                         | Бен Уишоу                        | Победа    |
| 2019 | Премия BAFTA в области телевидения            | Лучшая женская роль второго плана                                         | Моника Долан                     | Номинация |
| 2019 | Премия BAFTA в области телевизионных искусств | Лучший дизайн костюмов                                                    | Сюзанн Кейв                      | Победа    |
| 2019 | Премия BAFTA в области телевизионных искусств | Режиссёр: Фикция                                                          | Стивен Фрирз                     | Победа    |
| 2019 | Премия BAFTA в области телевизионных искусств | Монтаж: Фикция                                                            | Пиа Ди Чаула                     | Победа    |
| 2019 | Премия BAFTA в области телевизионных искусств | Лучший грим и причёски                                                    | Дэниел Филлипс                   | Номинация |
| 2019 | Премия BAFTA в области телевизионных искусств | Лучшая оригинальная музыка                                                | Мюррей Голд                      | Номинация |
| 2019 | Премия BAFTA в области телевизионных искусств | Лучшая работа художника-постановщика                                      | Хелен Скотт                      | Номинация |
| 2019 | Премия BAFTA в области телевизионных искусств | Звук: Фикция                                                              | н/д                              | Номинация |
| 2019 | Премия BAFTA в области телевизионных искусств | Сценарист: Драма                                                          | Расселл Ти Дейвис                | Номинация |
| 2019 | Прайм-тайм премия «Эмми»                      | Лучший актёр в мини-сериале или фильме                                    | Хью Грант                        | Номинация |
| 2019 | Прайм-тайм премия «Эмми»                      | Лучший актёр второго плана в мини-сериале или фильме                      | Бен Уишоу                        | Победа    |
| 2019 | Прайм-тайм премия «Эмми»                      | Лучший режиссёр мини-сериала, фильма или драматической программы          | Стивен Фрирз                     | Номинация |
| 2019 | Прайм-тайм премия «Эмми»                      | Лучший сценарист мини-сериала, фильма или драматической программы         | Расселл Ти Дейвис                | Номинация |